# Deuxième circonscription de Deder
La deuxième circonscription de Deder est une des 177 circonscriptions législatives de l'État fédéré Oromia, elle se situe dans la Zone Est Hararghe. Son représentant actuel est Mekonnen Shemeles Zewdu.